# Ribeirão do Torto
O Ribeirão do Torto é um ribeirão brasileiro que fica situado no Distrito Federal, conhecido por inspirar o nome da Residência Oficial da Granja do Torto, outrora Fazenda do Riacho Torto.
O ribeirão nasce no Parque Nacional de Brasília (formado pelo ribeirão Tortinho e pelo córrego Três Barras) para desaguar no braço norte do Lago Paranoá, do qual, junto ao Córrego Bananal, é um dos principais formadores. Antes serve a uma barragem de captação de água potável da Caesb, sendo responsável pelo abastecimento de 30% da água potável de Brasília.
Antes de chegar à sua foz, o rio passa pela Granja do Torto, pelas regiões administrativas do Varjão e do Lago Norte, percurso no qual é assolado pela poluição dos moradores das localidades adjacentes.
A área de drenagem do Ribeirão do Torto é de 249,76 km²; seu curso principal mede cerca de 20 km e apresenta uma declividade média de 7,8 m/km. Seus principais afluentes são os córregos Tortinho e Três Barras, juntamente com o Ribeirão de Santa Maria. O Ribeirão do Torto deságua diretamente no Lago Paranoá. Sua vazão média de 2,89 m³/s .